# غيبهارد فيرست
غيبهارد فيرست (بالألمانية: Gebhard Fürst)‏ هو عالم عقيدة ألماني، ولد في 2 ديسمبر 1948 في بيتيغهايم-بيسينغن في ألمانيا.

## وصلات خارجية
- غيبهارد فيرست على موقع مونزينجر (الألمانية)